# محيط المحيط
محيط المحيط هو أول معجم أنتجه الإنجيليون في أواسط القرن التاسع عشر. وقام بهذا الجهد بطرس البستاني. ونال عليه الوسام المجيدي العثماني.
يعد محيط المحيط أول معجم ألفه اليسوعيون لبطرس البستاني (1300 -1883)، يحتوي على ما في القاموس المحيط لـ الفيروزآبادي، وعلى زيادات كثيرة. وقد حافظ المؤلف على عبارات الفيروزآبادي في تفسير الكثير من الألفاظ، ثم زاد أشياء وحذف أخرى وتصرف في أمور. وقد نبه على مصدر بعض زياداته.
نُشر القاموس في بيروت في جزأين، صدر الأول سنة 1867م، والثاني سنة 1870م.